# Jüdischer Friedhof (Ritterhude)

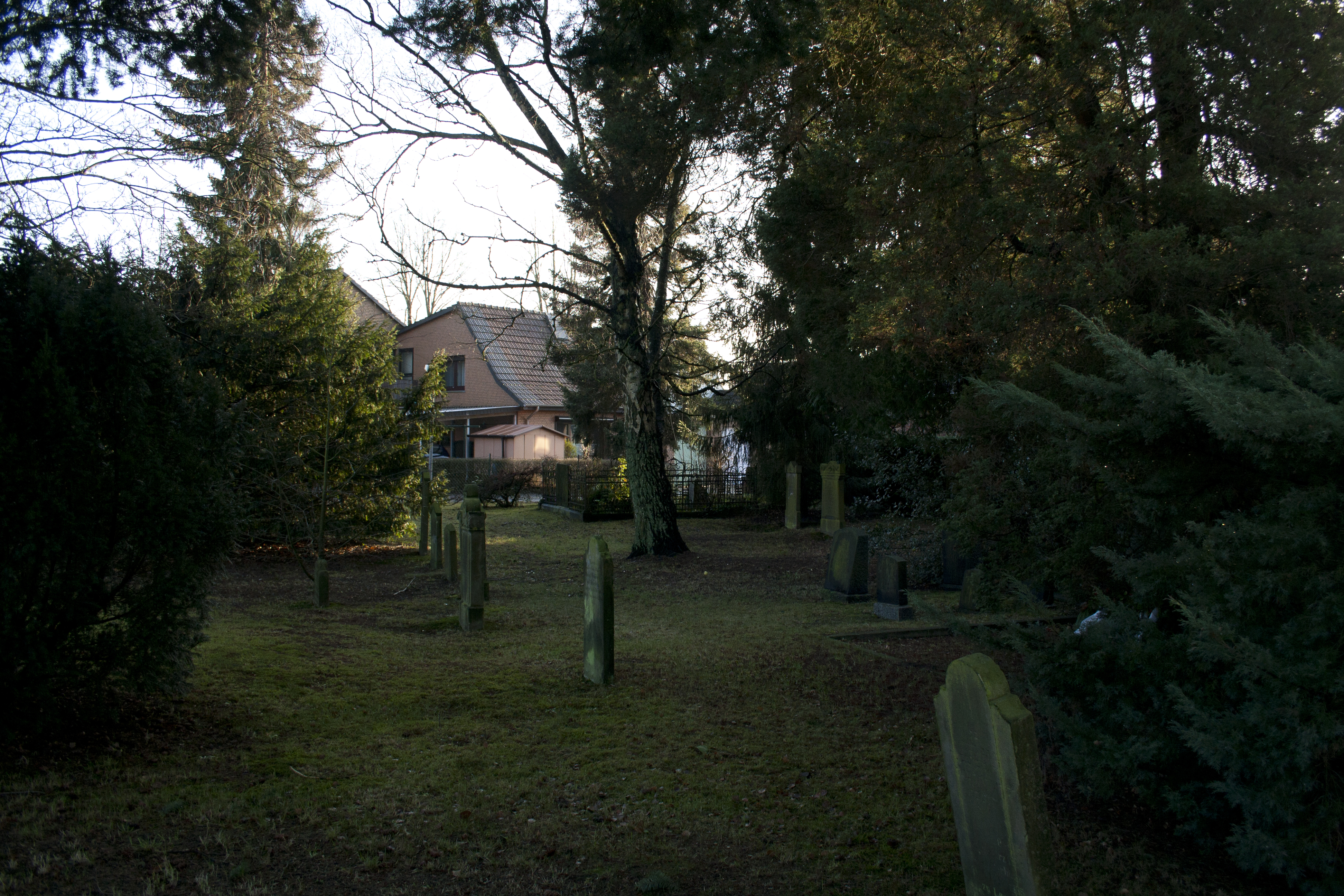
Jüdischer Friedhof Ritterhude

Der Jüdische Friedhof Ritterhude ist ein jüdischer Friedhof in der Gemeinde Ritterhude im niedersächsischen Landkreis Osterholz.

## Beschreibung
Der Friedhof, der sich an der Ecke Am Schafkoven/Lesumstoteler Straße befindet, wurde von 1780 bis 1938 belegt. Es sind 29 Grabsteine vorhanden.
Auf dem Friedhof  sind u. a. Adolph und Martha Goldberg beerdigt.